# Dème d'Apodotie
Le dème d'Apodotie, en grec moderne : Δήμος Αποδοτίας / Dímos Apodotías, est un ancien dème du district régional d’Étolie-Acarnanie, en Grèce-Occidentale. Depuis 2010, il est fusionné au sein du dème de Naupactie.
Selon le recensement de 2011, la population du dème compte 2 636 habitants .
La localité moderne tire son nom de la tribu étolienne des Apodotes, qui peuplait la région dans la Grèce antique.